# Juan Campisteguy Oxcoby
Juan Campisteguy Oxcoby (Montevideo, 7 de setembre de 1859 - ibidem, 4 de setembre de 1937) fou un militar, advocat i polític uruguaià, president constitucional entre 1927 i 1931.

## Biografia
Fill d'un combatent basc de la defensa de Montevideo, va iniciar la trajectòria militar i va acabar estudis d'advocacia el 1887. Va participar en la revolució del Quebracho, va escriure al diari El Día i va ser diputat des de 1891. Ministre d'Hisenda amb Juan Lindolfo Cuestas (1897), va reingressar en l'Exèrcit amb grau de tinent coronel. Ministre de Govern amb José Batlle y Ordóñez (1903), va dimitir a l'any per desacords amb aquest, transformant-se en un opositor a la política del batllisme.
Senador des de 1905, constituent el 1917 (anticol·legialista) i membre del Consell Nacional d'Administració el 1921. El 1926 va ser elegit president de la República. Va presidir l'Assemblea Constituent que va elaborar la carta de 1934.